# Koutetsujou no Kabaneri
Kabaneri of the Iron Fortress (甲鉄城のカバネリ, Kōtetsujō no Kabaneri)  é uma série de anime da Wit Studio. A série foi dirigida por Tetsurō Araki e escrita por Ichirōkouchi com música de Hiroyuki Sawano e desenhos de personagens originais de Haruhiko Mikimoto. A série estreou no bloco Noitamina da Fuji TV em 8 de abril de 2016 e terminou em 30 de junho de 2016, com um total de 12 episódios. Um prólogo para o anime estreou por uma semana nos cinemas em todo o Japão a partir de 18 de março de 2016. A Amazon transmitiu a série em seu serviço Amazon Prime Instant Video. Dois filmes de compilação foram exibidos nos cinemas japoneses em 31 de dezembro de 2016 e 7 de janeiro de 2017. A Crunchyroll e a Funimation lançaram o anime em Blu-ray e DVD nos Estados Unidos; A Crunchyroll também adquiriu os direitos de mercadoria.
Um jogo para celular desenvolvido pela TriFort, Inc. e publicado pela DMM Games intitulado Kōtetsujō no Kabaneri -Ran- Hajimaru Michiato (甲鉄城のカバネリ -乱-, lit. "Kabaneri of the Iron Fortress -Revolt- Beginning Tracks") "Kabaneri da Fortaleza de Ferro -Revolt-Beginning Tracks") está agendado para lançamento em 19 de dezembro de 2018 no Android e iOS, apresentando uma seqüência de abertura animada por Wit Studio.
Um filme teatral de anime que é definido seis meses após a série de anime, intitulado Kabaneri of the Iron Fortress: The Battle of Unato (甲鉄城のカバネリ 〜海門決戦〜, Kōtetsujō no Kabaneri: Unato Kessen) , estreou em 10 de maio de 2019.

## Música
A trilha sonora foi composta por Hiroyuki Sawano e foi lançada pela Aniplex em 18 de maio de 2016. O tema de abertura é "Kabaneri of the Iron Fortress" de Egoist e o tema final é "ninelie" de Aimer com chelly. Para o episódio 11, o tema final é "Through My Blood <AM>" por Aimer.

### Lista de músicas
Todas as músicas compostas por Hiroyuki Sawano. 
| Kabaneri of the Iron Fortress Original Soundtrack |                             |                |         |  |
| N.º                                               | Título                      | Vocals         | Duração |  |
| 1.                                                | "KABANERIOFTHEIRONFORTRESS" | Eliana         | 5:18    |  |
| 2.                                                | "Warcry"                    | mpi            | 4:14    |  |
| 3.                                                | "KGK"                       |                | 5:23    |  |
| 4.                                                | "JAnoPAN"                   | mpi            | 4:35    |  |
| 5.                                                | "Through My Blood"          | Mika Kobayashi | 4:14    |  |
| 6.                                                | "noname"                    |                | 4:39    |  |
| 7.                                                | "88城"                      |                | 4:35    |  |
| 8.                                                | "VIVALABIBA"                |                | 4:00    |  |
| 9.                                                | "ComeBack音"                |                | 7:15    |  |
| 10.                                               | "Next of Kin"               | Benjamin       | 3:27    |  |
| 11.                                               | "araganeekiNo@8女"          |                | 4:38    |  |
| 12.                                               | "克JOU気MACHINE甲"          |                | 6:57    |  |
| 13.                                               | "Grenzlinie" ("Borderline") | Cyua           | 4:56    |  |
| 14.                                               | "Ktetsu上-abdli"            |                | 3:38    |  |
| 15.                                               | "1coma"                     | Mika Kobayashi | 5:33    |  |
| 16.                                               | "icon"                      | Eliana         | 4:23    |  |
| Duração total:                                    | Duração total:              | Duração total: | 1:17:45 |  |

## Recepção
A série ganhou o Newtype Anime Awards de 2016 para Melhor Anime de TV, Melhor Trilha Sonora, Melhor Design de Personagens, Melhor Roteiro e Melhor Estúdio.